# 布里孔特罗贝尔
布里孔特罗贝尔（法語：Brie-Comte-Robert，法語發音：[bʁi kɔ̃t ʁɔbɛʁ] ⓘ），法国中北部城市，法兰西岛大区塞纳-马恩省的一个市镇，隶属于托尔西区，其市镇面积为19.93平方公里，2022年1月1日时人口数量为18,999人，在法国城市中排名第508位。
布里孔特罗贝尔位于塞纳-马恩省西部，西侧与埃松省及马恩河谷省接壤，是一个区域性的中心城市，多条公路在此交汇。

## 地名来源
“Brie-Comte-Robert”一名最初于公元14世纪以拉丁语“Braya-Comitis-Roberti”的形式被记载。
“布里”（Brie）一名来自高盧語“briga”，意为“高原”；“孔特罗贝尔”（Comte Robert）在法语中意为“罗贝尔伯爵”，指的是德勒伯爵罗贝尔一世，他是国王路易七世的兄弟，也曾是当地的领主。
法国大革命期间，因“孔特罗贝尔”后缀含有封建色彩，当地的官方名称被缩减为“Brie”，该部分于1814年恢复添加。

## 历史

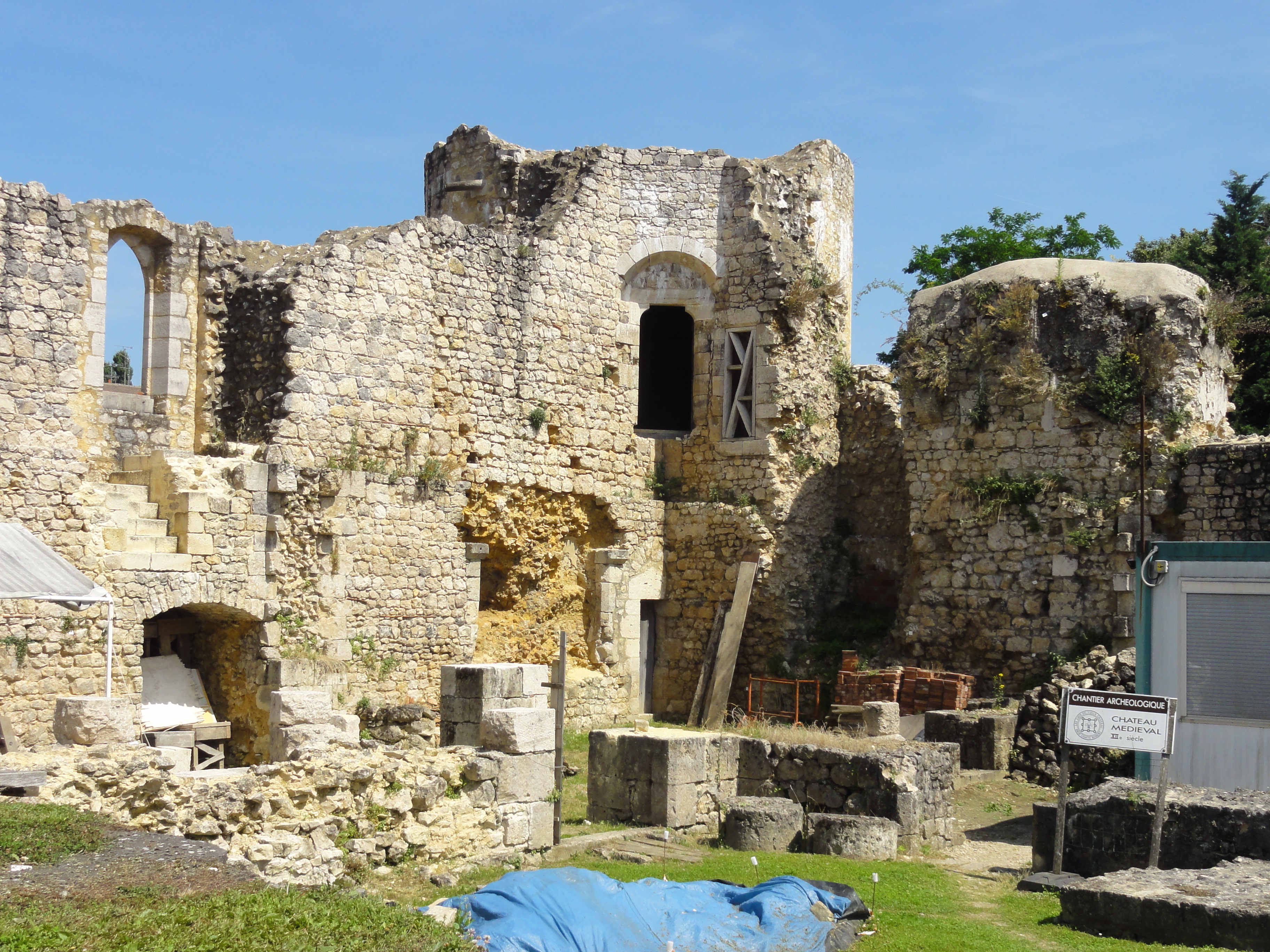
城堡遗址

根据当地官方网站的论述，布里孔特罗贝尔最初于公元6世纪时被记载。中世纪时，布里孔特罗贝尔为布里地区的核心城市之一。公元12世纪，路易六世曾购买了布里的大部分土地，其逝世后，布里被其侄子罗贝尔一世继承，后者亦成为布里地区的首位伯爵。约1160年，罗贝尔在布里孔特罗贝尔修建了城堡作为家族宅邸，而布里城堡的防御塔则建在了城墙内侧，这也是法国唯一一个使用该结构的传统防御城堡。13世纪时，布里伯爵皮埃尔一世通过与图阿尔的爱丽丝获得了布列塔尼公爵爵位。英法百年战争期间，布里孔特罗贝尔及其城堡先后被勃艮第和英格兰军队占领，后于1434年7月15日被波旁公爵让一世·德·波旁收复。投石党之乱期间，大批来自巴黎的皇室抗议者围攻了布里孔特罗贝尔，当地城堡被烧毁，其主体建筑于1750年坍塌。法国大革命后，布里孔特罗贝尔成为塞纳-马恩省的一个市镇。1875年，途径布里孔特罗贝尔的巴黎－布里地区马尔勒铁路建成通车，后因公路兴起而于1939年部分废弃。20世纪中后期，随着巴黎的城市扩张，布里孔特罗贝尔人口数量逐年增加，当地出现了多处新的居民区。2017年，布里孔特罗贝尔由默伦区划至托尔西区。

## 地理

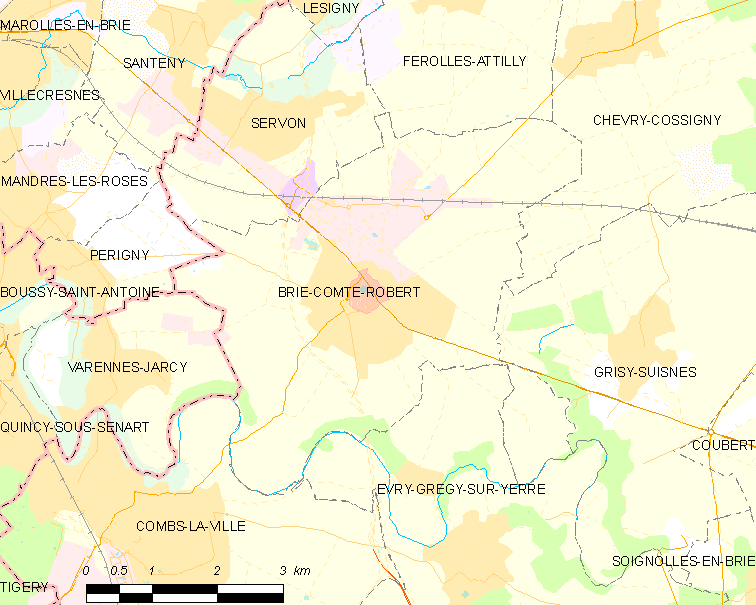
布里孔特罗贝尔市镇范围地图

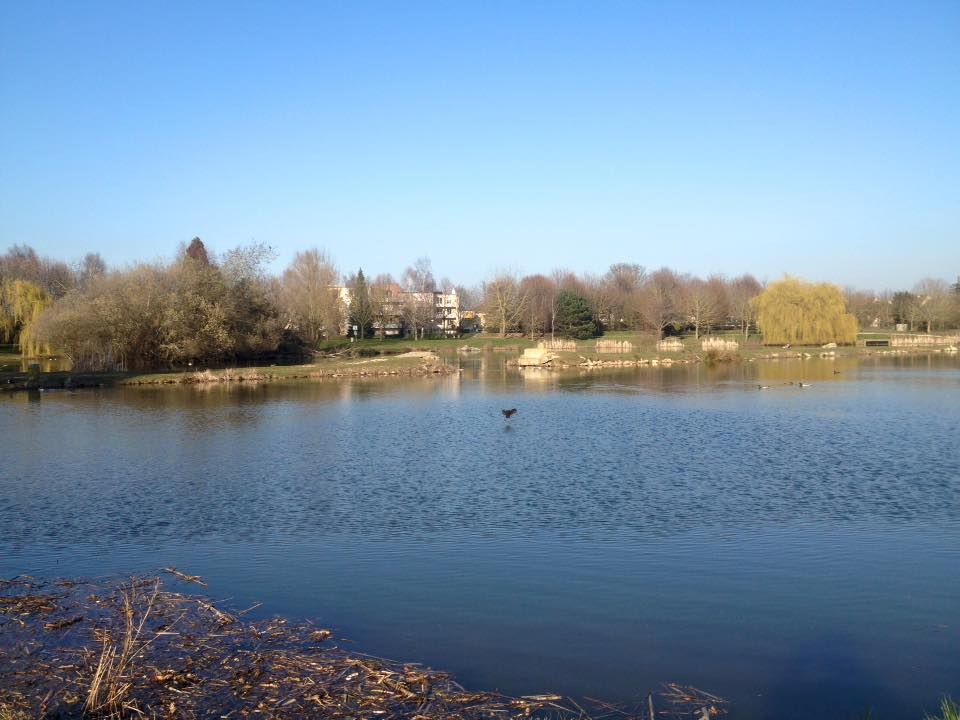
弗朗索瓦·密特朗公园内的湖泊

布里孔特罗贝尔位于法国中北部，法兰西岛大区中东部和塞纳-马恩省西部，距离省会默伦大约18公里。与布里孔特罗贝尔接壤的市镇包括：耶尔河畔埃夫里格雷日、塞尔翁、瓦雷讷雅尔西、佩里尼、舍夫里-科西尼、孔布城、费罗勒-阿蒂伊、格里西-叙讷。

### 地形
布里孔特罗贝尔位于地处布里地区的边缘，曾是法兰西布里（Brie française）的首府。其境内以平原和浅丘为主，市镇中心地势较为平坦，全境海拔在47到104米之间。

### 水文
布里孔特罗贝尔位于塞纳河流域范围内，耶尔河自东向西蜿蜒流经市镇南界，市区西北部则有一处湖泊，附近建有城市公园。

### 植被
布里孔特罗贝尔属于温带阔叶混交林区，市区内的主要绿地公园包括弗朗索瓦·密特朗公园（Parc de François Mitterrand）、莱比安费特花园（Jardin des Bienfaites）等，均常年免费向公众开放。
在鲜花城市的评比中，布里孔特罗贝尔被评为3星级鲜花城市。

### 气候
布里孔特罗贝尔在柯本气候分类法中属于温带海洋性气候。
距离布里孔特罗贝尔最近的常年气象站位于舍夫里-科西尼境内，以下为该气象站的数据（其中日照数据取自巴黎-奥利机场）：
| 舍夫里-科西尼 1981年－2019年 | 舍夫里-科西尼 1981年－2019年 | 舍夫里-科西尼 1981年－2019年 | 舍夫里-科西尼 1981年－2019年 | 舍夫里-科西尼 1981年－2019年 | 舍夫里-科西尼 1981年－2019年 | 舍夫里-科西尼 1981年－2019年 | 舍夫里-科西尼 1981年－2019年 | 舍夫里-科西尼 1981年－2019年 | 舍夫里-科西尼 1981年－2019年 | 舍夫里-科西尼 1981年－2019年 | 舍夫里-科西尼 1981年－2019年 | 舍夫里-科西尼 1981年－2019年 | 舍夫里-科西尼 1981年－2019年 |
| 月份                         | 1月                          | 2月                          | 3月                          | 4月                          | 5月                          | 6月                          | 7月                          | 8月                          | 9月                          | 10月                         | 11月                         | 12月                         | 全年                         |
| ---------------------------- | ---------------------------- | ---------------------------- | ---------------------------- | ---------------------------- | ---------------------------- | ---------------------------- | ---------------------------- | ---------------------------- | ---------------------------- | ---------------------------- | ---------------------------- | ---------------------------- | ---------------------------- |
| 历史最高温 °C（°F）          | 16.2 (61.2)                  | 20 (68)                      | 23.9 (75.0)                  | 28.7 (83.7)                  | 31.1 (88.0)                  | 36.7 (98.1)                  | 38.5 (101.3)                 | 39.6 (103.3)                 | 31.7 (89.1)                  | 28.6 (83.5)                  | 20 (68)                      | 17.2 (63.0)                  | 39.6 (103.3)                 |
| 平均高温 °C（°F）            | 6.7 (44.1)                   | 8.3 (46.9)                   | 12.4 (54.3)                  | 15.7 (60.3)                  | 19.9 (67.8)                  | 23 (73)                      | 25.7 (78.3)                  | 25.6 (78.1)                  | 21.1 (70.0)                  | 16.1 (61.0)                  | 10 (50)                      | 6.5 (43.7)                   | 15.9 (60.6)                  |
| 日均气温 °C（°F）            | 4 (39)                       | 4.9 (40.8)                   | 7.8 (46.0)                   | 10.3 (50.5)                  | 14.3 (57.7)                  | 17.1 (62.8)                  | 19.4 (66.9)                  | 19.3 (66.7)                  | 15.4 (59.7)                  | 11.8 (53.2)                  | 6.8 (44.2)                   | 4 (39)                       | 11.3 (52.3)                  |
| 平均低温 °C（°F）            | 1.3 (34.3)                   | 1.4 (34.5)                   | 3.2 (37.8)                   | 5 (41)                       | 8.7 (47.7)                   | 11.2 (52.2)                  | 13.1 (55.6)                  | 12.9 (55.2)                  | 9.8 (49.6)                   | 7.5 (45.5)                   | 3.6 (38.5)                   | 1.4 (34.5)                   | 6.6 (43.9)                   |
| 历史最低温 °C（°F）          | −14.4 (6.1)                  | −13 (9)                      | −11.1 (12.0)                 | −3.4 (25.9)                  | −0.7 (30.7)                  | 0.3 (32.5)                   | 4.5 (40.1)                   | 3.6 (38.5)                   | 1.1 (34.0)                   | −4.1 (24.6)                  | −11.4 (11.5)                 | −11.5 (11.3)                 | −14.4 (6.1)                  |
| 平均降水量 mm（）            | 48 (1.9)                     | 47.4 (1.87)                  | 41.2 (1.62)                  | 49.5 (1.95)                  | 52.3 (2.06)                  | 46.9 (1.85)                  | 56.3 (2.22)                  | 57.1 (2.25)                  | 50.7 (2.00)                  | 58.2 (2.29)                  | 53.2 (2.09)                  | 56.2 (2.21)                  | 617 (24.3)                   |
| 月均日照時數                 | 43.4                         | 66.3                         | 162.6                        | 172.4                        | 165.4                        | 176.6                        | 232.1                        | 220.4                        | 193.9                        | 131.9                        | 49.1                         | 55.3                         | 1,669.4                      |
| 来源：infoclimat.fr          |                              |                              |                              |                              |                              |                              |                              |                              |                              |                              |                              |                              |                              |

## 行政区划
布里孔特罗贝尔的市镇编号为77053，邮政编号为77170。
在行政管理方面，布里孔特罗贝尔隶属于法国法兰西岛大区塞纳-马恩省托尔西区；在地方选举方面，布里孔特罗贝尔隶属于孔布城县，其市镇范围全境被划入塞纳-马恩省第九选区；在社会管理方面，布里孔特罗贝尔是洛雷德拉布里市镇公共社区的办公驻地。
法国国家统计与经济研究所（简称）在进行数据统计时，将布里孔特罗贝尔单独设为布里孔特罗贝尔城市核心区（Unité urbaine de Brie-Comte-Robert），并将包括核心区在内的周边共1,794个市镇划为巴黎城市区。自2020年起，巴黎城市区被包含1,949个市镇的巴黎城市辐射区代替。此外，还将布里孔特罗贝尔市镇分为了3个“块区”（IRIS），以便于统计人口分布情况。

## 交通

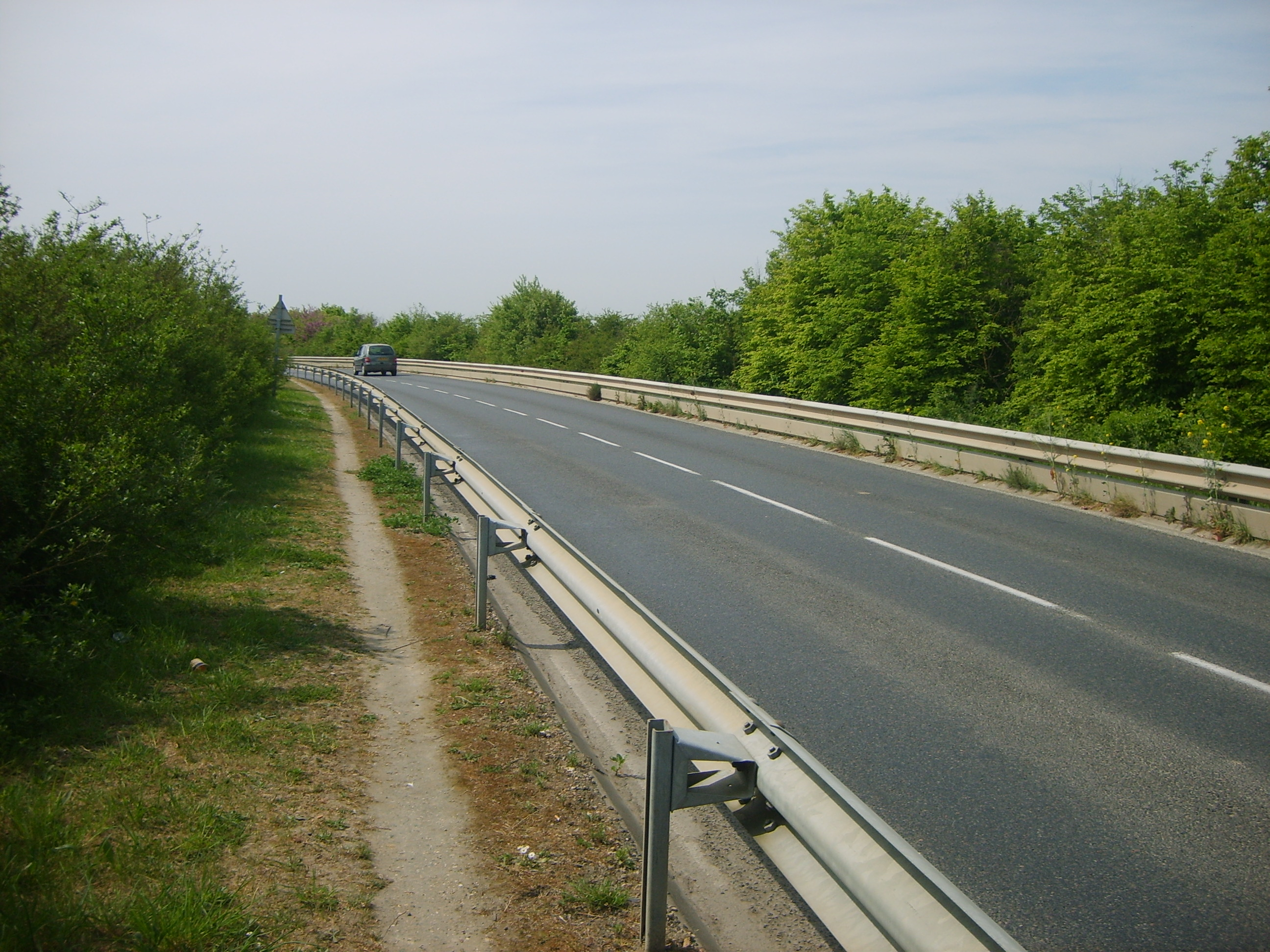
布里孔特罗贝尔附近的一条公路

### 公路
法国国道N19线和N104线以及多条塞纳-马恩省省道在布里孔特罗贝尔境内交汇。
| N104 | 4 |

| N104 | 17 |

| 默伦 | 19 |

| 蓬托-孔博 | 15 |

| 克雷泰伊 | 17 |

| 孔布城 | 5 |

| 埃夫里 | 21 |

| 布吕努瓦 | 10 |

2019年，83.3%的布里孔特罗贝尔家庭拥有至少一辆私人汽车。2019年，布里孔特罗贝尔境内共发生各类交通事故17起，造成18人受伤，其中2人重伤。

### 铁路
布里孔特罗贝尔位于巴黎－布里地区马尔勒铁路上，该铁路布里孔特罗贝尔附近的路段已于1939年关闭，原有的布里孔特罗贝尔站主站房成为一处公共建筑。1994年，该废弃路段成为东部互联高速铁路的一部分。
距离布里孔特罗贝尔最近的运营中的客运铁路车站为7公里外的孔布城-坎西站，该站停靠法兰西岛大区快铁D线。

### 航空
距离布里孔特罗贝尔最近的民用航空站为巴黎-奥利机场，距离布里孔特罗贝尔市中心的公路里程约28公里。

### 城市公共交通
布里孔特罗贝尔是法兰西岛公共交通网的组成部分，共有六条普通公交线路和一条校车线路经过布里孔特罗贝尔市镇范围内。
| 途经布里孔特罗贝尔境内的主要公共交通线路 |                           | |
| 类型                                     | 运营商                    | 线路 |
| 公共汽车                                 | Arlequin 阿尔勒坎公交路网 | 6：科西尼 ↔ 夏尔·戴高乐工业区 ↔ 凡尔登街 ↔ 让-克洛德·巴里戈城堡约会 ↔ 格雷日车站 ↔ 城堡 ↔ 三钟广场 ↔ 文化中心 ↔ 库尔蒂耶 7：格里西-叙讷村 ↔ 昂布鲁瓦斯·帕雷 ↔ 橡树 ↔ 让-克洛德·巴里戈城堡约会 ↔ 活动广场 ↔ 体育馆 ↔ 市政厅 ↔ 巴勃罗·毕加索 ↔ 快铁孔布城-坎西站 7S：布莱斯·帕斯卡高级中学停车场 ↔ 维勒默农工业区 ↔ 夏尔·戴高乐工业区 ↔ 凡尔登街 ↔ 让-克洛德·巴里戈城堡约会 ↔ 阿蒂尔·绍西初级中学 ↔ 体育公园/吕西安·德斯塔尔球场 ↔ 维克多·雨果 10：维克多·雨果 ↔ 体育公园/吕西安·德斯塔尔球场 ↔ 让-克洛德·巴里戈城堡约会 ↔ 布莱斯·帕斯卡高级中学 ↔ 塞尔翁市政府 ↔ 莱西尼蓬托街 ↔ 快铁努瓦谢勒站 14：布莱斯·帕斯卡高级中学停车场 ↔ 塞尔翁市政府 ↔ 费罗勒-阿蒂伊市政府/莱西尼蓬托街 ↔ 市政厅 ↔ 圣泰雷斯职教园 ↔ 快铁奥祖瓦尔-拉费里耶尔站 21：快铁布瓦西圣莱热站 ↔ 特里亚农 ↔ 桑特奈国道 ↔ 塞尔翁国道 ↔ 布莱斯·帕斯卡高级中学 ↔ 乔治·克莱蒙梭 ↔ 让-克洛德·巴里戈城堡约会 ↔ 布里门 ↔ 格里西-叙讷村 ↔ 库贝尔国道19线 ↔ 布里地区苏瓦尼奥勒桥 ↔ 索莱尔市政府 ↔ 奥祖埃尔勒武尔日-莱塞塔尔 ↔ 耶布勒-阿翁河畔诺让 ↔ 吉涅莱萨布隆 / 韦尔讷伊莱唐火车站 23：克雷泰伊省府 ↔ 湖之角 ↔ 博讷伊商业中心 ↔ 快铁布瓦西圣莱热站 ↔ 特里亚农 ↔ 维勒克雷讷市政府 ↔ 芒德尔莱罗斯西蒙·薇伊初级中学 ↔ 佩里尼洛穆瓦开发区 ↔ 活动广场 ↔ 让-克洛德·巴里戈城堡约会/体育公园 ↔ 吕西安·德斯塔尔球场 |
| 1.                                       |                           | |

## 政治

### 市政内阁

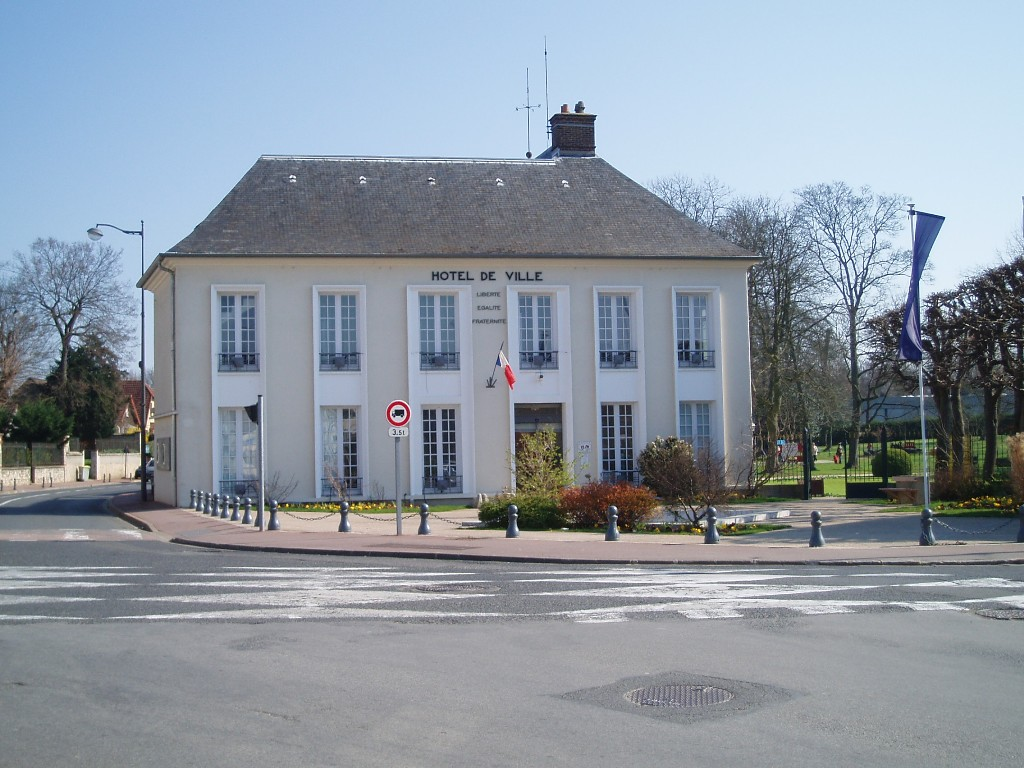
布里孔特罗贝尔市政厅

布里孔特罗贝尔的现任市长为让·拉维奥莱特先生（Jean LAVIOLETTE），他是社会党的一名成员，在2020年的市政选举中获得了51.21%的支持率。
| 布里孔特罗贝尔历届市长     | 布里孔特罗贝尔历届市长          | 布里孔特罗贝尔历届市长 |
| 任期                       | 市长                            | 党派                   |
| -------------------------- | ------------------------------- | ---------------------- |
| 1944年－1945年             | Arthur CHAUSSY 阿尔蒂·绍西      | SFIO工人国际法国支部   |
| （1945至1947年间资料暂缺） |                                 |                        |
| 1947年－1953年             | Léon WILLAUMEZ 莱昂·维约梅兹    | 不详                   |
| 1953年－1959年             | Albert LECOMTE 阿尔贝·勒孔特    | 不详                   |
| 1959年－1972年             | Roger GALBRUN 罗歇·加尔布兰     | 不详                   |
| 1972年－1979年             | Claude TOURNIER 克洛德·图尔尼埃 | PS社会党               |
| 1979年－2013年             | André AUBERT 安德烈·奥贝尔      | PS社会党               |
| 2013年－                   | Jean LAVIOLETTE 让·拉维奥莱特   | PS社会党               |

### 各级选举
| 布里孔特罗贝尔历届投票选举结果 | 布里孔特罗贝尔历届投票选举结果 | 布里孔特罗贝尔历届投票选举结果 | 布里孔特罗贝尔历届投票选举结果 | 布里孔特罗贝尔历届投票选举结果 | 布里孔特罗贝尔历届投票选举结果 | 布里孔特罗贝尔历届投票选举结果 | 布里孔特罗贝尔历届投票选举结果 | 布里孔特罗贝尔历届投票选举结果 | 布里孔特罗贝尔历届投票选举结果 |
| 选举项目                       | 选举范围                       | 选区单位                       | 选区单位内的选举结果           | 选区单位内的选举结果           | 选区单位内的选举结果           | 选区单位内的选举结果           | 选区单位内的选举结果           | 选区单位内的选举结果           | 参考资料                       |
| 选举项目                       | 选举范围                       | 选区单位                       | 第一轮胜出者                   | 第一轮胜出者                   | 支持率                         | 第二轮胜出者                   | 第二轮胜出者                   | 支持率                         | 参考资料                       |
| ------------------------------ | ------------------------------ | ------------------------------ | ------------------------------ | ------------------------------ | ------------------------------ | ------------------------------ | ------------------------------ | ------------------------------ | ------------------------------ |
| 2017年法國總統選舉             | 法國                           | 市镇                           |                                | 玛丽娜·勒庞                    | 23.64%                         |                                | 埃马纽埃尔·马克龙              | 62.78%                         | [ 24 ]                         |
| 2017年法国立法选举             | 塞纳-马恩省第九选区            | 市镇                           |                                | 米歇尔·佩龙                    | 38.11%                         |                                | 米歇尔·佩龙                    | 55.18%                         | [ 24 ]                         |
| 2019年欧洲议会选举             | 法國                           | 市镇                           |                                | 若尔当·巴尔代拉                | 23%                            | （不适用）                     | （不适用）                     | （不适用）                     | [ 26 ]                         |
| 2021年法国省级选举             | 塞纳-马恩省                    | 县                             |                                | 让·拉维奥莱特 韦尔吉妮·托博尔  | 28.27%                         |                                | 让·拉维奥莱特 韦尔吉妮·托博尔  | 52.59%                         | [ 27 ]                         |
| 2021年法国省级选举             | 塞纳-马恩省                    | 市镇                           |                                | 让·拉维奥莱特 韦尔吉妮·托博尔  | 40.92%                         |                                | 让·拉维奥莱特 韦尔吉妮·托博尔  | 56.97%                         | [ 27 ]                         |
| 2021年法国大区选举             | 法蘭西島大區                   | 市镇                           |                                | 瓦莱丽·佩克雷斯                | 34.27%                         |                                | 瓦莱丽·佩克雷斯                | 43.78%                         | [ 28 ]                         |
| 2022年法国总统选举             | 法國                           | 市镇                           |                                | 埃马纽埃尔·马克龙              | 26.37%                         |                                | 埃马纽埃尔·马克龙              | 56.2%                          | [ 24 ]                         |
| 2022年法国立法选举             | 塞纳-马恩省第九选区            | 市镇                           |                                | 米歇尔·佩龙                    | 25.85%                         |                                | 米歇尔·佩龙                    | 54.34%                         | [ 24 ]                         |

## 人口
2019年，布里孔特罗贝尔市镇人口数量为18,812，在法国排名第508位。其中男性8,972人，女性9,840人，75岁及以上人口占6.0%，外籍人口数量为2,195人，人口密度为944人/平方公里，当地男性居民被称为或，女性居民被称为或。2020年，布里孔特罗贝尔境内出生273人，死亡人口155人。
| 布里孔特罗贝尔1901年－2019年人口变化情况 |
|                                          |
| 数据来源：Cassini、INSEE                 |

## 经济

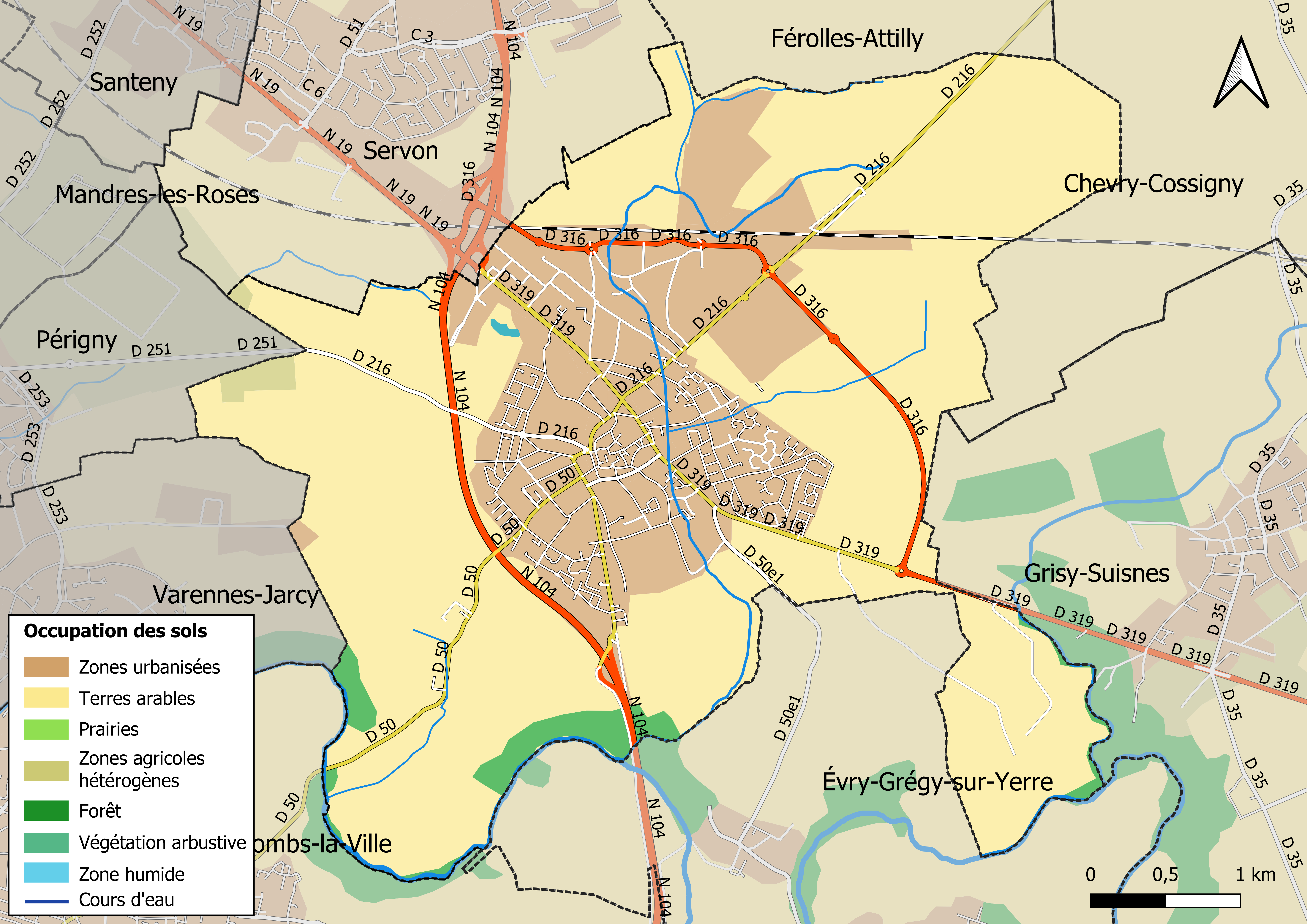
布里孔特罗贝尔土地利用情况地图

布里孔特罗贝尔是一个区域性的中心城市。截止2022年10月，布里孔特罗贝尔市镇范围内共有各类用人单位（包含自雇）2,769家，平均历史为12年，其中97.84%为中小型企业（PME），2022年8月至10月间，当地的经济活力指数为0.76%。（土木工程设备销售）、（财会）及（电气安装）是当地2021年营业额最高的三个企业，分别为94,779,052欧元、63,905,958欧元和63,905,958欧元。

## 财政与居民收入
2020年，布里孔特罗贝尔的财政收入总额为24,502,900欧元，财政支出总额为22,147,100欧元，当年的债务总额为15,294,600欧元。2021年，布里孔特罗贝尔市镇共获得1,039,334欧元的国家财政补助，比上一年减少了0.36%。
2020年，布里孔特罗贝尔的人均月收入总额为2,430欧元，其中高级职员为3,853欧元，低于法国平均水平（4,230欧元）；中级职员为2,548欧元，高于法国平均水平（2,411欧元）；普通职员为1,888欧元，高于法国平均水平（1,740欧元）。
2019年，布里孔特罗贝尔境内的青壮年（15至64岁）失业率为9.3%，当地60.9%的家庭拥有纳税资格，平均纳税3,051欧元，低于法国平均水平（3,910欧元）。

## 社会事务

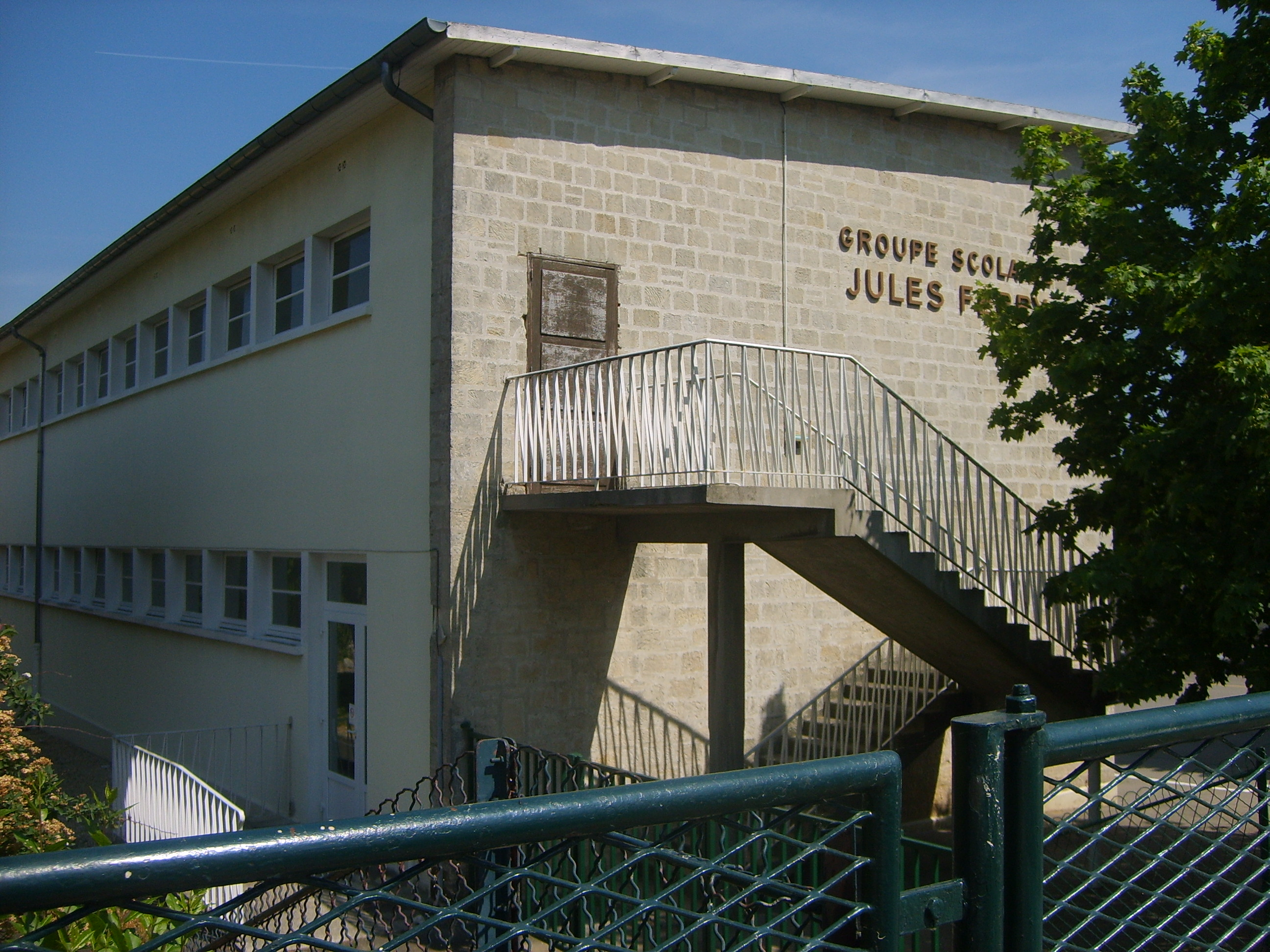
布里孔特罗贝尔的一所学校

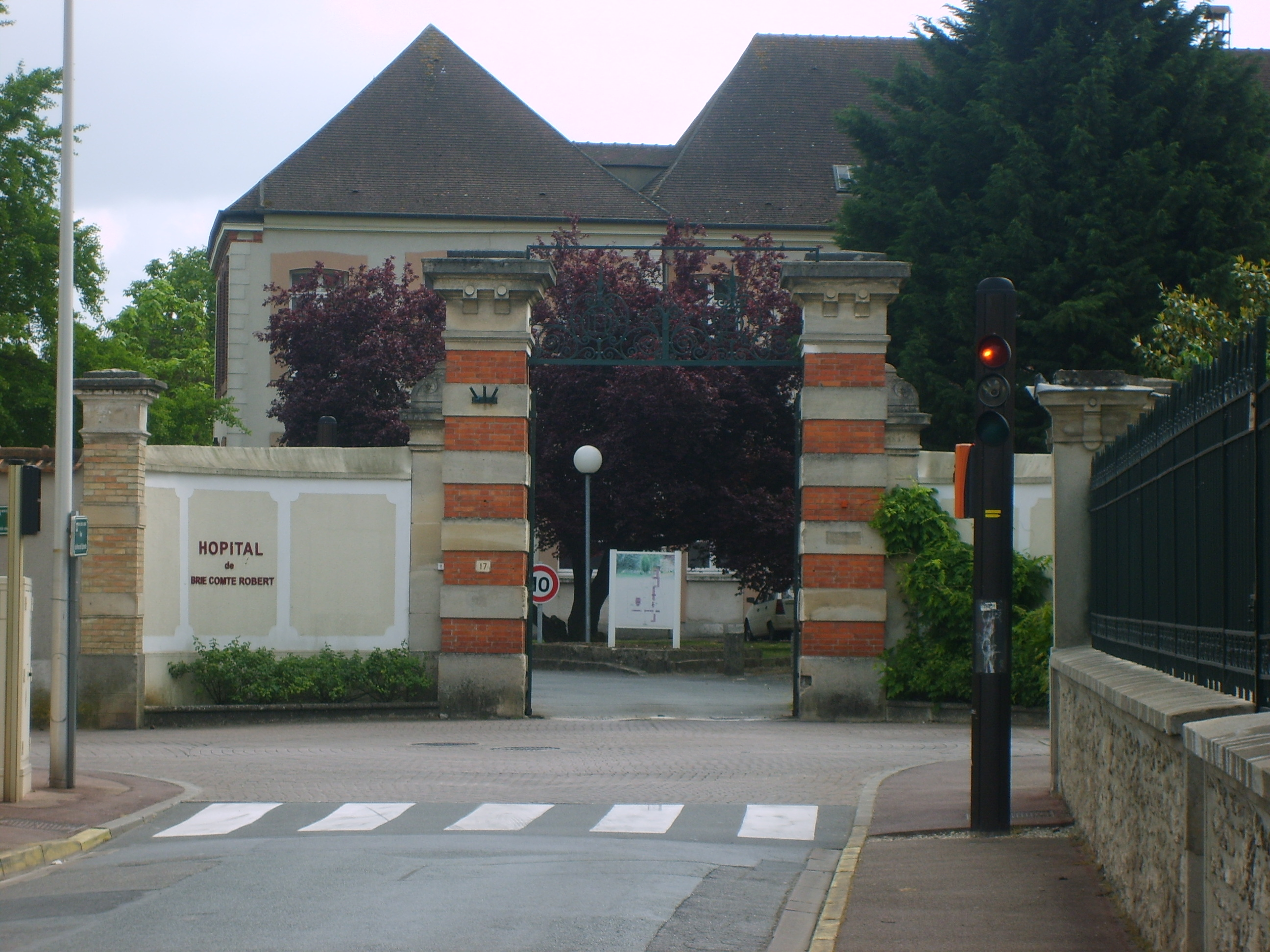
布里孔特罗贝尔中心医院

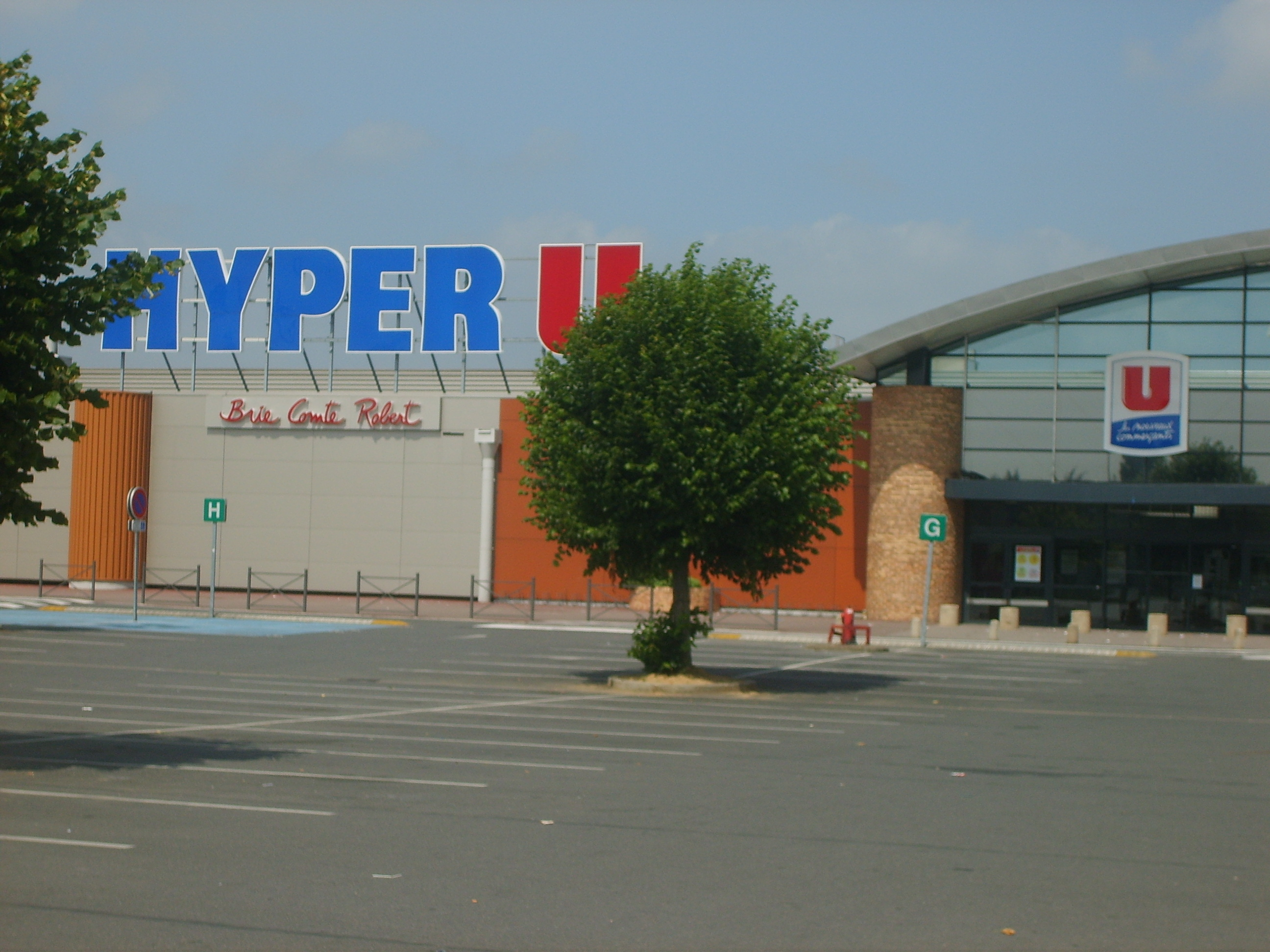
布里孔特罗贝尔境内的Hyper U超市

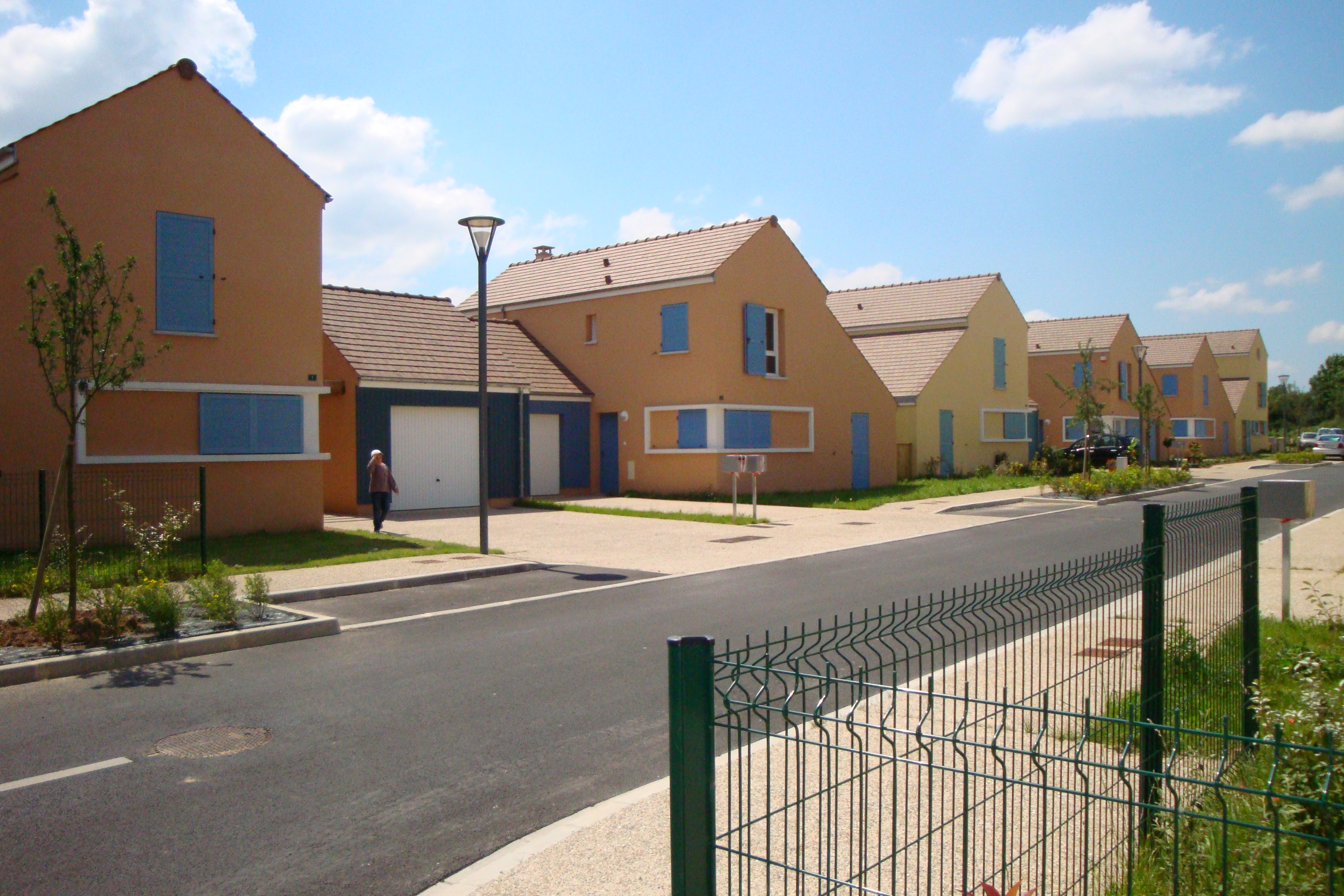
新建的独立式居民区

### 教育
布里孔特罗贝尔属于克雷泰伊学区。截止2021年1月1日，布里孔特罗贝尔境内共有3所幼儿园、6所小学、3所初级中学、1所普通高中和1所农业高中。2018至2019学年度，布里孔特罗贝尔境内共有在校中等教育阶段学生2,625名。

### 医疗
截止2021年1月1日，布里孔特罗贝尔境内共有全科医生21名、保健师15名、牙医6名、护士17名、耳科医生1名、眼科医生1名、助产士1名和妇科医生1名。境内共有药房5家、残疾人帮扶中心3家。
布里孔特罗贝尔中心医院（Centre Hospitalier de Brie-Comte-Robert）是法国的一个区域性医疗机构，自2017年1月1日起成为南法兰西岛医疗集团（Groupe Hospitalier Sud Ile-de-France）的成员，该医院主病区位于布里孔特罗贝尔市区，设有床位63个，是当地规模最大的公立综合性医院。

### 住房
2019年，布里孔特罗贝尔境内共有各类住房8,606套，其中39.7%为独立式居民区，59.9%为集中式居民区。常住房屋占布里孔特罗贝尔市镇范围内居民建筑总量的93.9%。
在住房保障政策方面，2021年，布里孔特罗贝尔境内共有1,313户家庭获得了住房经济补助，受益人数占总人口数量的7.0%，其中1,260份为房租补助。

### 商业
2021年，布里孔特罗贝尔境内共有各类实体商铺465家，其中餐厅55家、大型超市5家、杂货店7家、面包房12家、肉铺3家、书店4家、银行门店9家、美容美发店25家、汽车维修店51家。市区西北部建有大型开放式商业街区，有Hyper U、Lidl、Grand Frais、Leroy Merlin等大型超市。

### 体育
2021年，布里孔特罗贝尔境内共有1家游泳池、5间体育馆、2座综合体育场、5处网球场、1处马术场、2处足球或橄榄球场以及4处篮球或排球场。
截至2022年10月，布里孔特罗贝尔境内共有两家注册足球俱乐部。布里亚尔体育俱乐部（Sporting Club Briard，编号500615）是当地的代表性足球队，其主队2022至2023赛季参加塞纳-马恩足球联赛乙组（法国第十级别），其主场为吕西安·德斯塔尔球场（Stade Lucien Destal）。

### 环境
布里孔特罗贝尔的环境事务由其所属的洛雷德拉布里市镇公共社区联合各级政府协调负责。2021年，布里孔特罗贝尔境内共有1家污染企业。

### 治安
布里孔特罗贝尔及其附近的共32个市镇是默伦警区（zone police de Melun Val Seine）的管辖范围。2020年，该警区累计记录各类案件8,985起，其中盗窃类案件4,917起，经济类案件1,039起，毒品交易类案件565起。

## 文化
2021年，布里孔特罗贝尔境内有1家电影院。布里孔特罗贝尔境内建有“财富岛”多媒体中心（Médiathèque "L'Île aux Trésors"），每周二、三、五、六向公众开放。

### 建筑
布里孔特罗贝尔境内有多处历史建筑，其中布里孔特罗贝尔城堡、圣艾蒂安教堂、神学院等是法国国家文物保护单位。

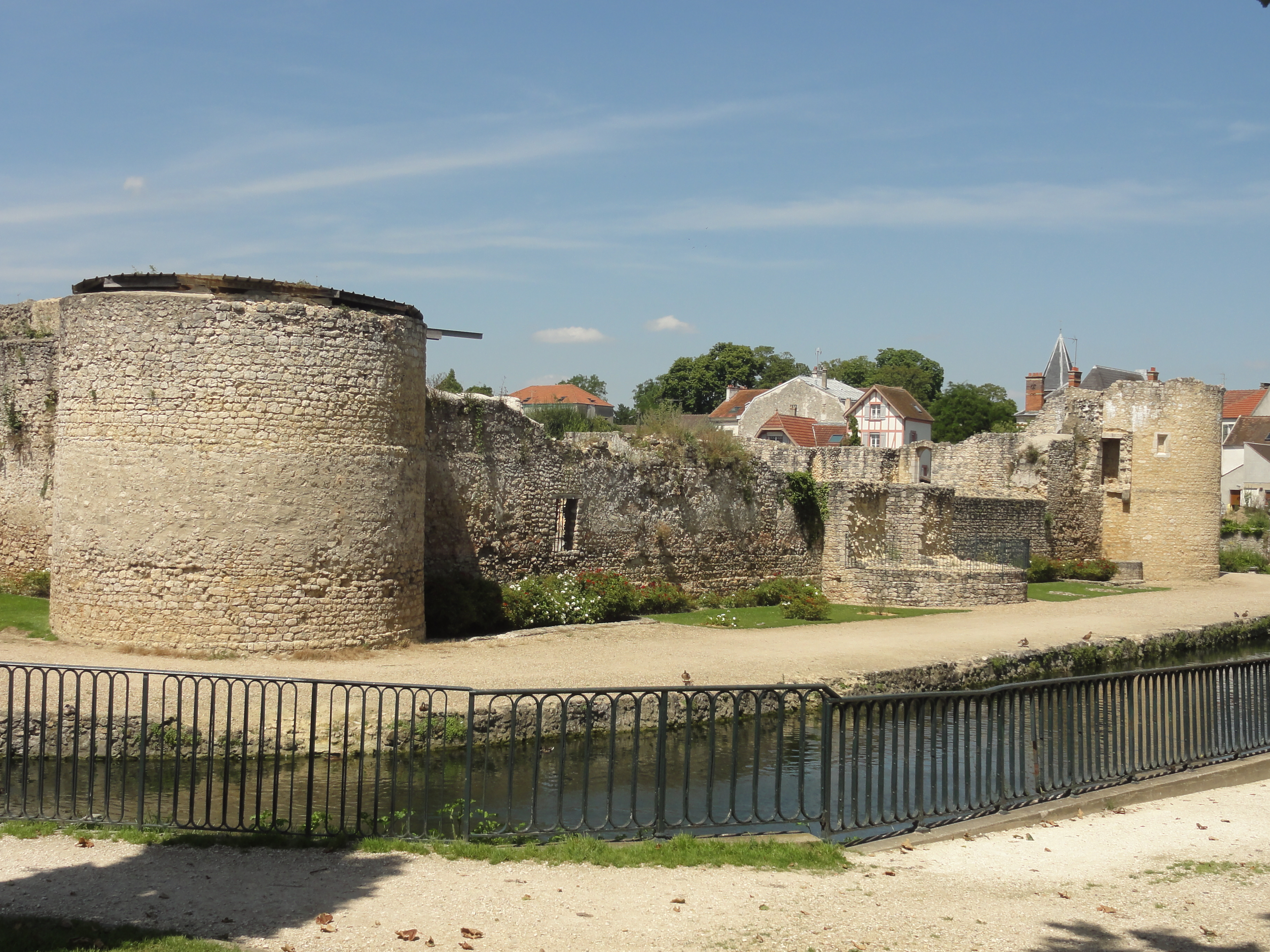
布里孔特罗贝尔城堡（法语：Château de Brie-Comte-Robert）遗址
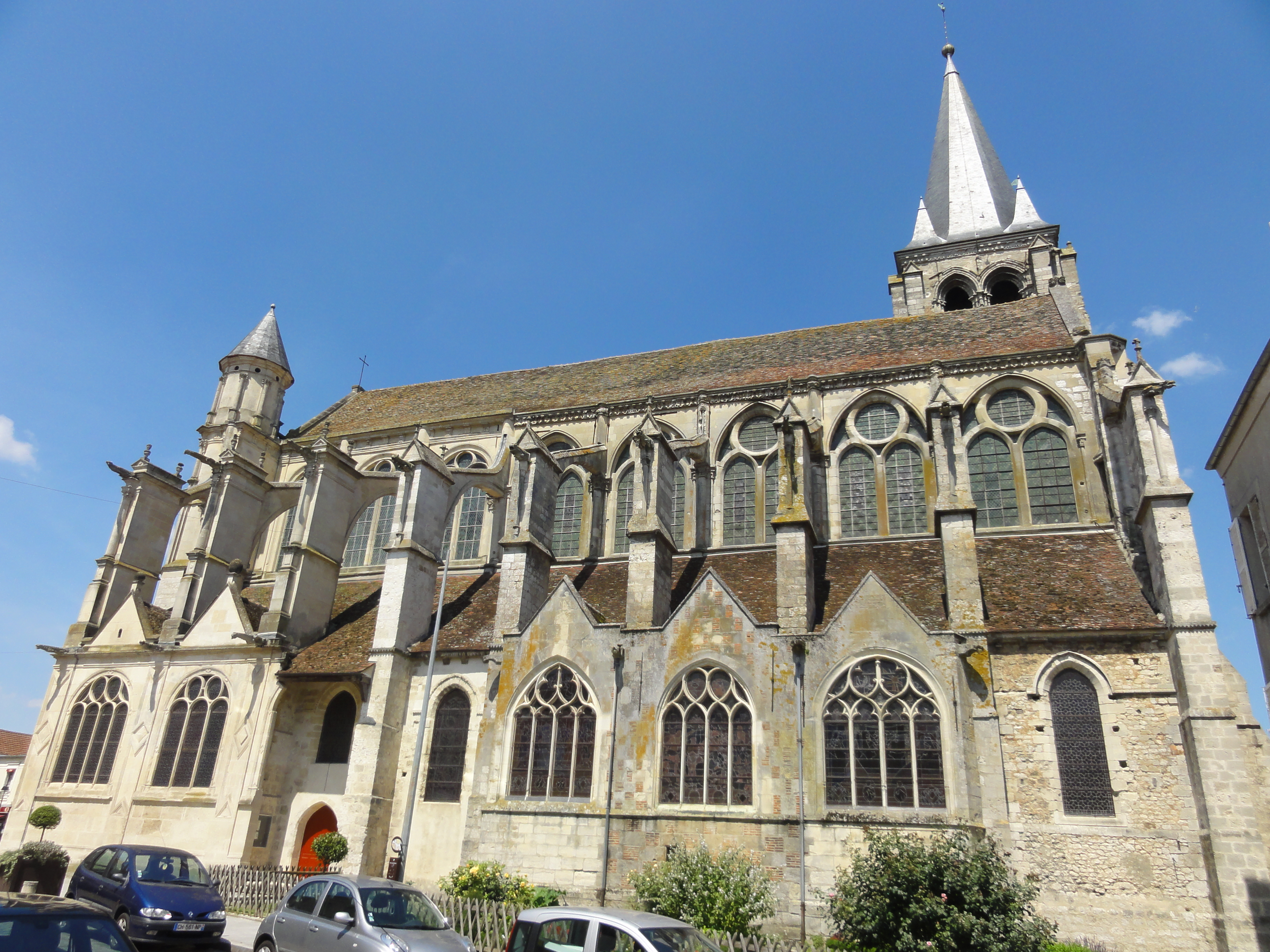
圣艾蒂安教堂（法语：Église Saint-Étienne de Brie-Comte-Robert）
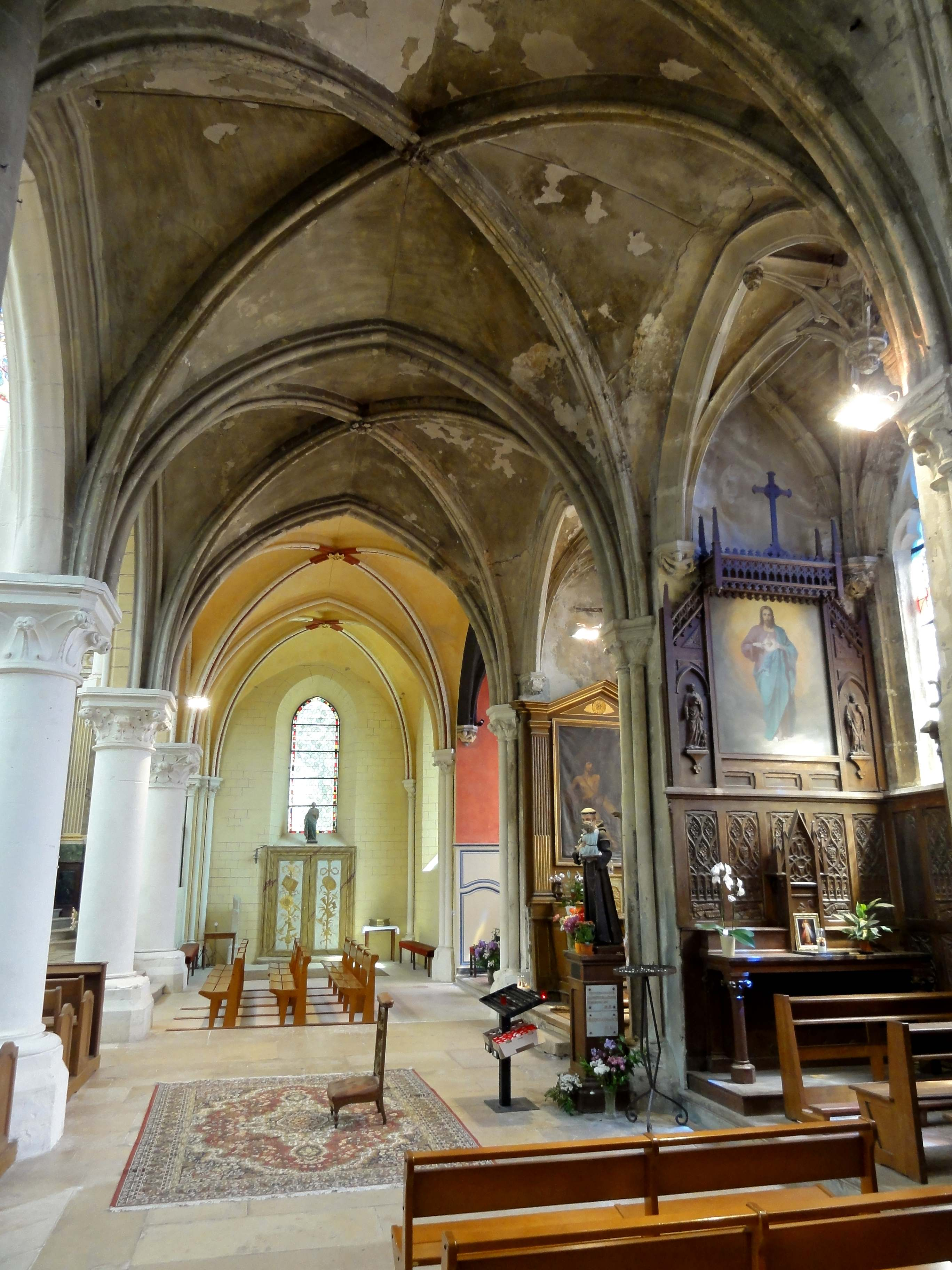
教堂大厅
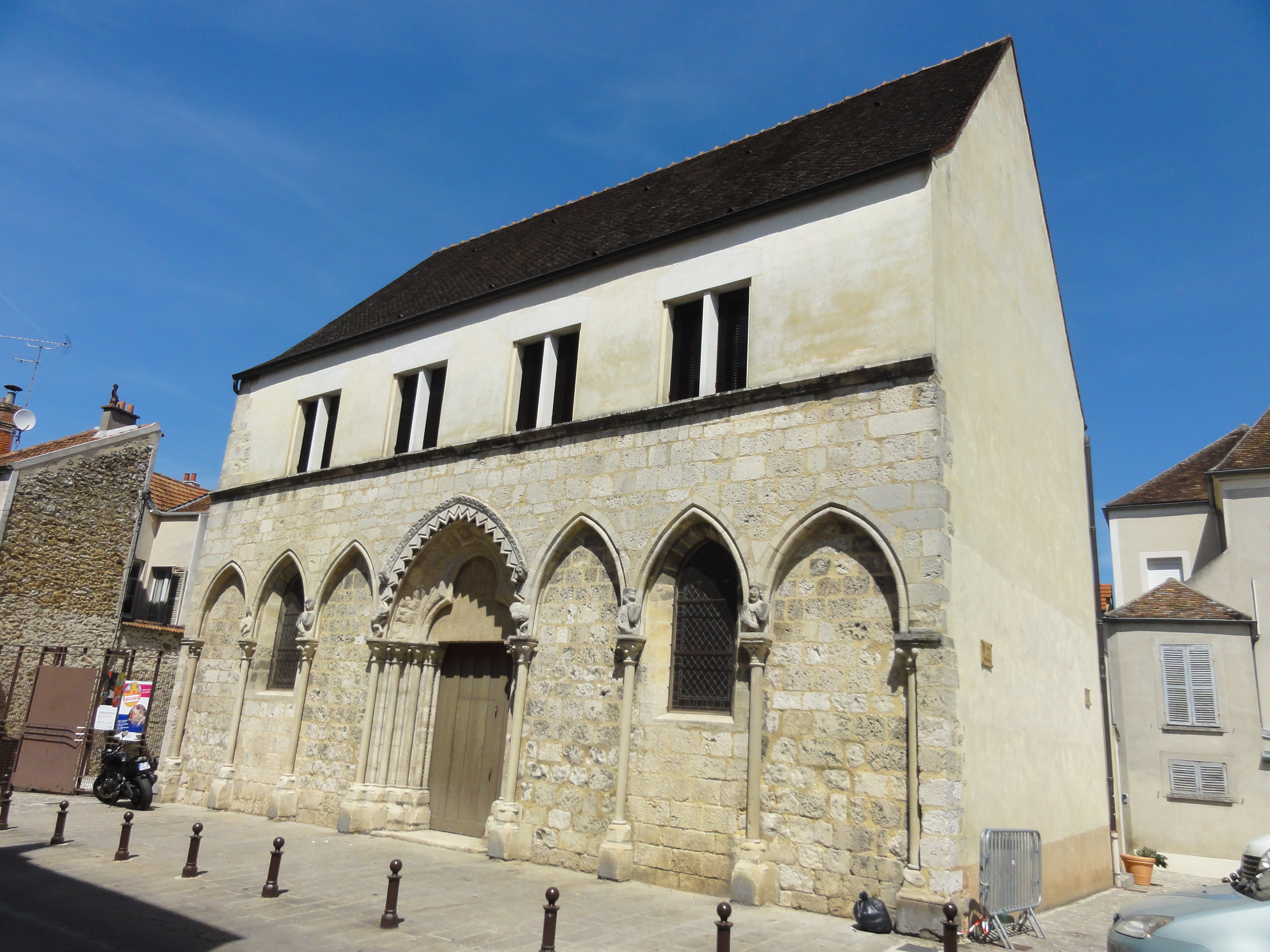
神学院（法语：Hôtel-Dieu de Brie-Comte-Robert）
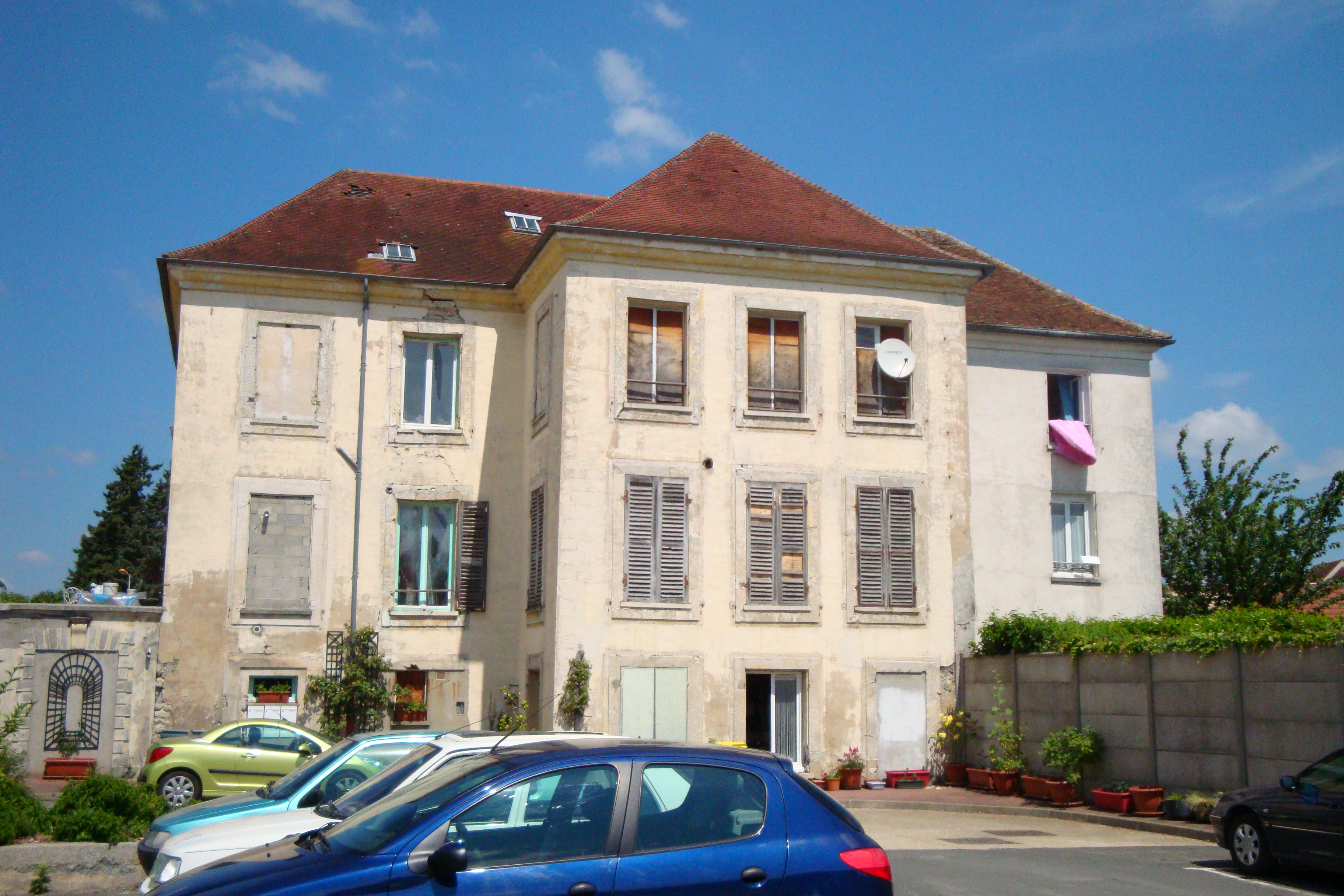
米尼姆教会
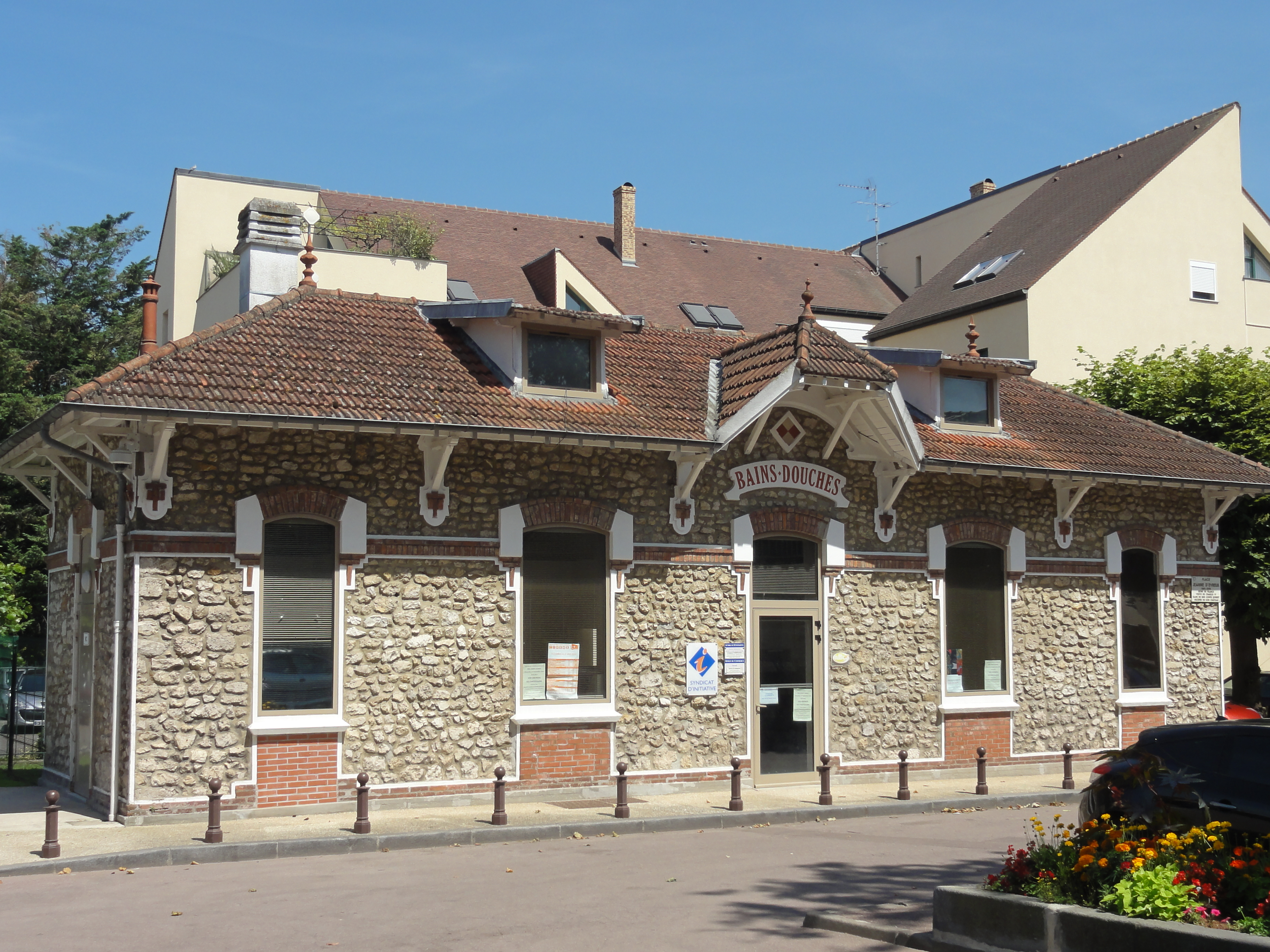
浴场旧址
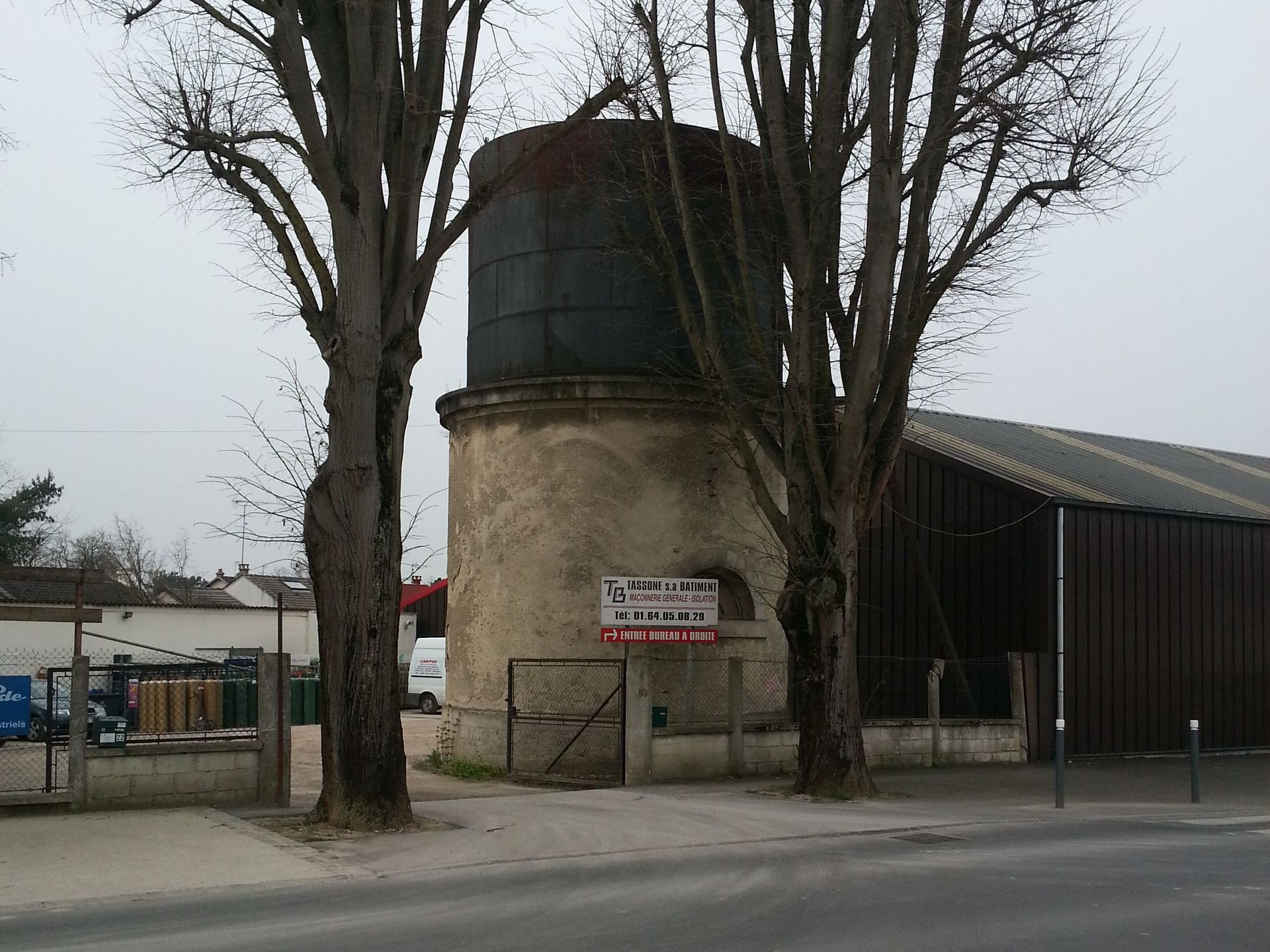
水塔

### 旅游

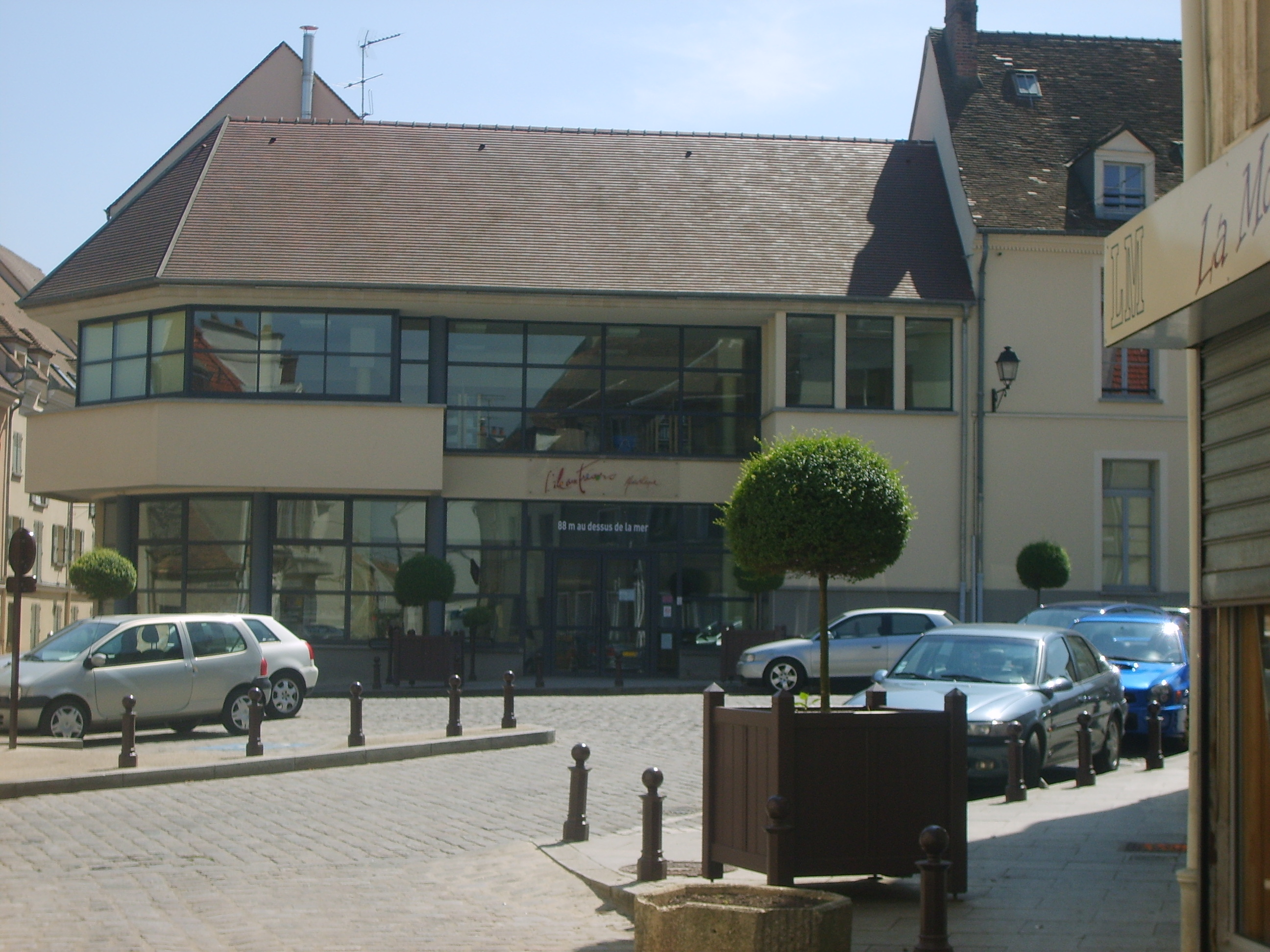
布里孔特罗贝尔多媒体中心

布里孔特罗贝尔的旅游事务由其所属的洛雷德拉布里市镇公共社区负责。2022年，布里孔特罗贝尔境内共有4家酒店共计193间房间。

### 媒体
法国主要的媒体均可在布里孔特罗贝尔接收，法国电视三台下属的法兰西岛大区频道在部分时段播出布里孔特罗贝尔所属的塞纳-马恩省的地方新闻。《巴黎人报》、蓝色法兰西巴黎广播、BFM电视台法兰西岛频道等是当地主要的地方性媒体。

## 相关人物
法国画家亚历山大·让·诺埃尔和埃及学家皮埃尔·拉科出生于布里孔特罗贝尔。
乌克兰裔生物学家谢尔盖·维诺格拉茨基定居于布里孔特罗贝尔，其实验室与墓地亦位于该市。

## 友好城市
截至2022年10月，布里孔特罗贝尔共与四座城市互为友好城市关系：
- 德国 奥尔伯恩豪
- 德国 施塔特贝根
- 義大利 巴尼奥洛梅拉
- 捷克 利特维诺夫